# Нетаньяху, Бенцион
Бенцион Нетанья́ху (ивр. בנציון נתניהו‎, при рождении Бенцион Милейковский, пол. Bensyjon (Bencyjon) Milejkowski; 25 марта 1910, Варшава — 30 апреля 2012, Иерусалим) — израильский историк и деятель движения ревизионизма, отец премьер-министра Израиля Биньямина Нетаньяху.

## Биография
Бенцион Нетаньяху родился 25 марта 1910 года в Варшаве (которая на тот момент была столицей Царства Польского в составе Российской империи) в еврейской семье. Сын Натана Милейковского и Сары Лурье. В 1920 году вместе с семьёй переехал в Палестину (тогда под британским управлением). В 1944 году он женился на Циле Сегал (умерла в 2000 году).
Всего у семьи Нетаньяху было трое сыновей: в 1946 году родился Йонатан, в 1949 году — Биньямин, в 1952 году — Идо (рентгенолог, литератор и драматург).
Переехав в Иерусалим, Бенцион Нетаньяху поступил в Еврейский университет. Там он посвятил себя проблеме марранов — евреев, живших в Испании и Португалии, которые сменили иудаизм на христианство, а также пропагандировал и распространял атеистические статьи Макса Нордау.
Он предложил теорию, согласно которой марраны крестились не по принуждению, а с целью интеграции в местные сообщества. Также он утверждал, что коренное население притесняло крестившихся евреев не по религиозным мотивам, а руководствуясь расистскими убеждениями. Эта точка зрения подробно изложена в монографии «Истоки инквизиции в Испании XV века».
Позже Бенцион Нетаньяху перебрался в США, где стал почётным профессором Корнеллского университета (Итака, штат Нью-Йорк). Впоследствии вернулся в Израиль. Был вторым главным редактором Еврейской энциклопедии на иврите после смерти Иосифа Клаузнера.
Нетаньяху-старший известен благодаря тому, что работал личным секретарём Владимира (Зеева) Жаботинского — основателя движения сионистов-ревизионистов, участники которого в 20-х годах XX века выступали за создание еврейского государства на обоих берегах реки Иордан. В то же время Бенцион так и не связал свою жизнь с политикой. Однако он выступал с критикой в отношении политических взглядов своего сына Биньямина.
Брат — израильский математик Элиша Нетаньяху (1912—1986), муж судьи Верховного Суда Израиля Шошаны Нетаньяху (урождённой Шенбург, 1923—2022), отец профессора информатики Натана Нетаньяху (род. 1951).

## Смерть
Умер 30 апреля 2012 года в своём доме в Иерусалиме рано утром в возрасте 102 лет. У него остались двое сыновей, семеро внуков и 12 правнуков.

## Сочинения
- Бенцион Нетаниягу Истоки инквизиции в Испании XV века. / Перевод Даниеля Фрадкина. — Ростов-на-Дону: Феникс, 2015. — 1144 с.